# Римський театр у Босрі
Давньоримський театр (Босра) — добре збережений давньоримський театр у місті Босра, Сирія.

## Історія
Театр вибудували давньоримські раби у другій чверті або у другій половині II ст. н. е. Як будівельний матеріал використані брили чорного базальту.
На будівництво театру на околиці Римської імперії насмілились лише після того, як була створена нова римська провінція в так званій Аравії Петреа.

## Опис споруди

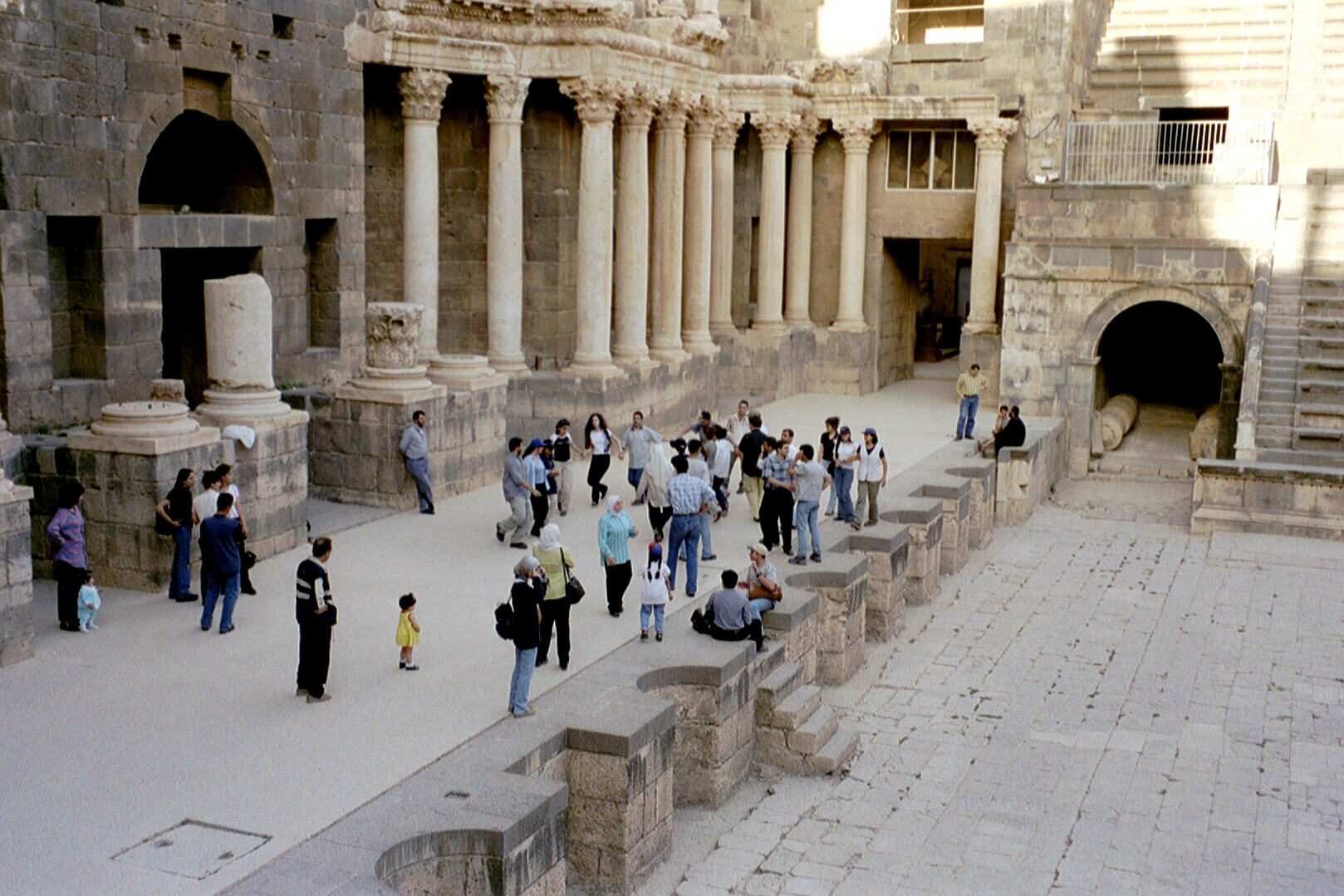
Сцена театру в Босрі

Давньоримський театр у Босрі вибудували на пласкій земельній ділянці за кордонами давньоримського міста на північному боці, що було його особливістю. Пагорбу (схили котрого можна було би використати) там не було, тому були створені аркади-субструкції.
Діаметр глядацької зали мав сто два (102) метри. За попередніми підрахунками театр у Босрі могли відвідати одночасно до 15 000 глядачів.
Глядацька зала театру була розділена на три горизонтальні частини. Частина, наближена  до сцени, мала 13 рядів, середня була найбільшою та мала 16 рядів. Театр сполучався з містом вулицею, що мала колонаду.

## Реставрація в XXст.
У добу середньовіччя нікому не потрібний театр опинився в зоні арабського культурного простору, де театру римсько-європейського зразка просто не було місця (в арабській культурі не існувало театру як такого). Дивним чином театр у Босрі не поруйнували і навіть не використали дармові кам'яні брили на нову споруду. Театр вбудували у середньовічну арабську фортецю, а її середину занесло піском та сміттям. Фортецю створили так, що була поруйнована лише стара давньоримська вулиця з колонадою. Пісок і сміття законсервували давньоримську споруду, що уберегло її і від руйнівних дій природи, і від руйнівних дій середньовічних варварів.
Давньоримський театр у Босрі розкопували повільно у період 1947–1970 років. Театр, особливо глядацька зала і архітектурна сценічна декорація збереглися на диво добре. Театр у Босрі віднесено до найкраще збережених на колишніх територіях Давньоримської імперії. Реставратори лише відновили частини підлоги на сцені та декотрі архітектурні деталі постійної сценічної декорації. Постало питання, як використовувати нововідкритий театр в сучасності.
Давньоримський театр став постійним сценічним майданчиком для музичного фестивалю у Босрі. Він також зарахований до культурного надбання у ЮНЕСКО.

## Галерея фото

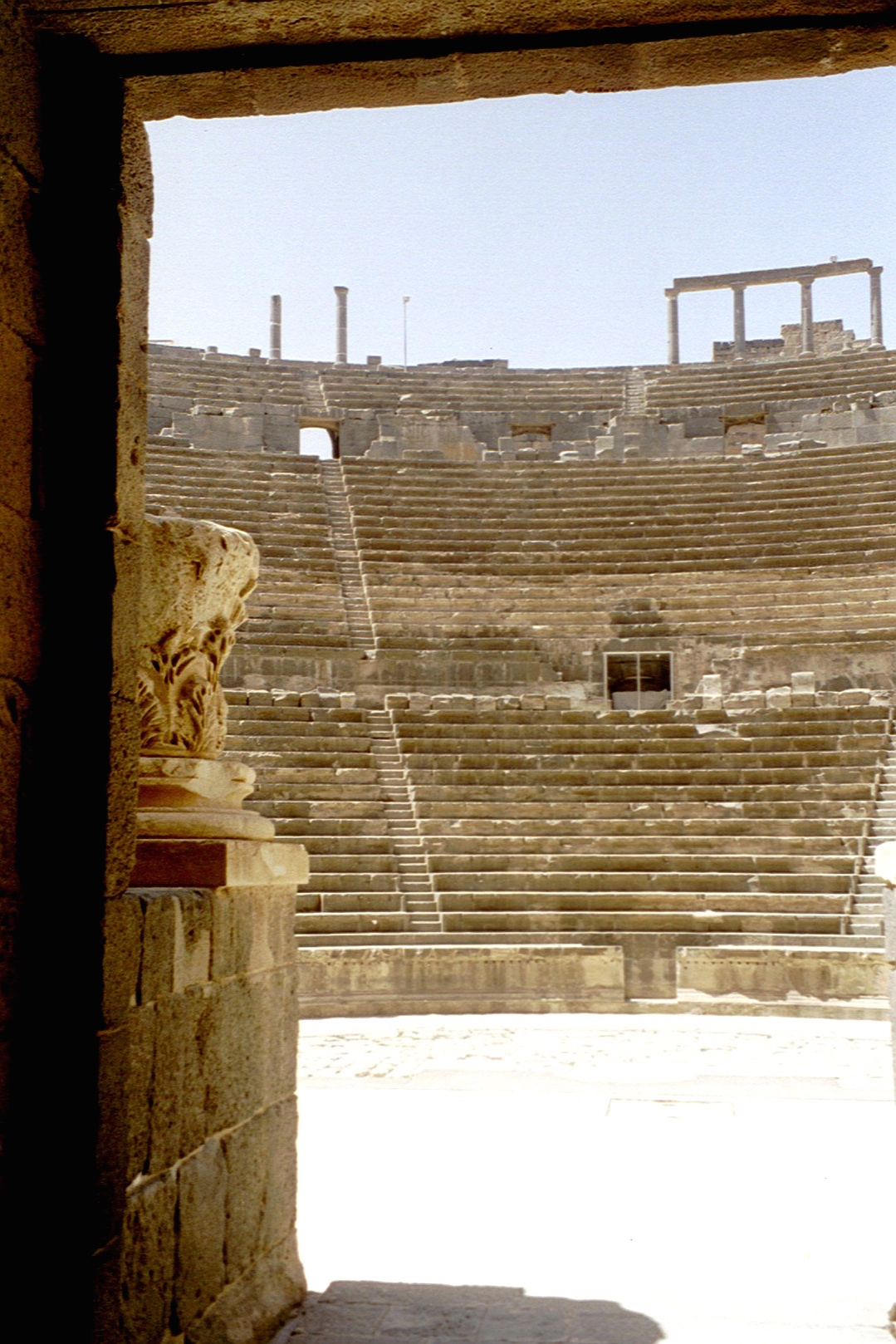
Глядацька зала давньоримського театру у Босрі
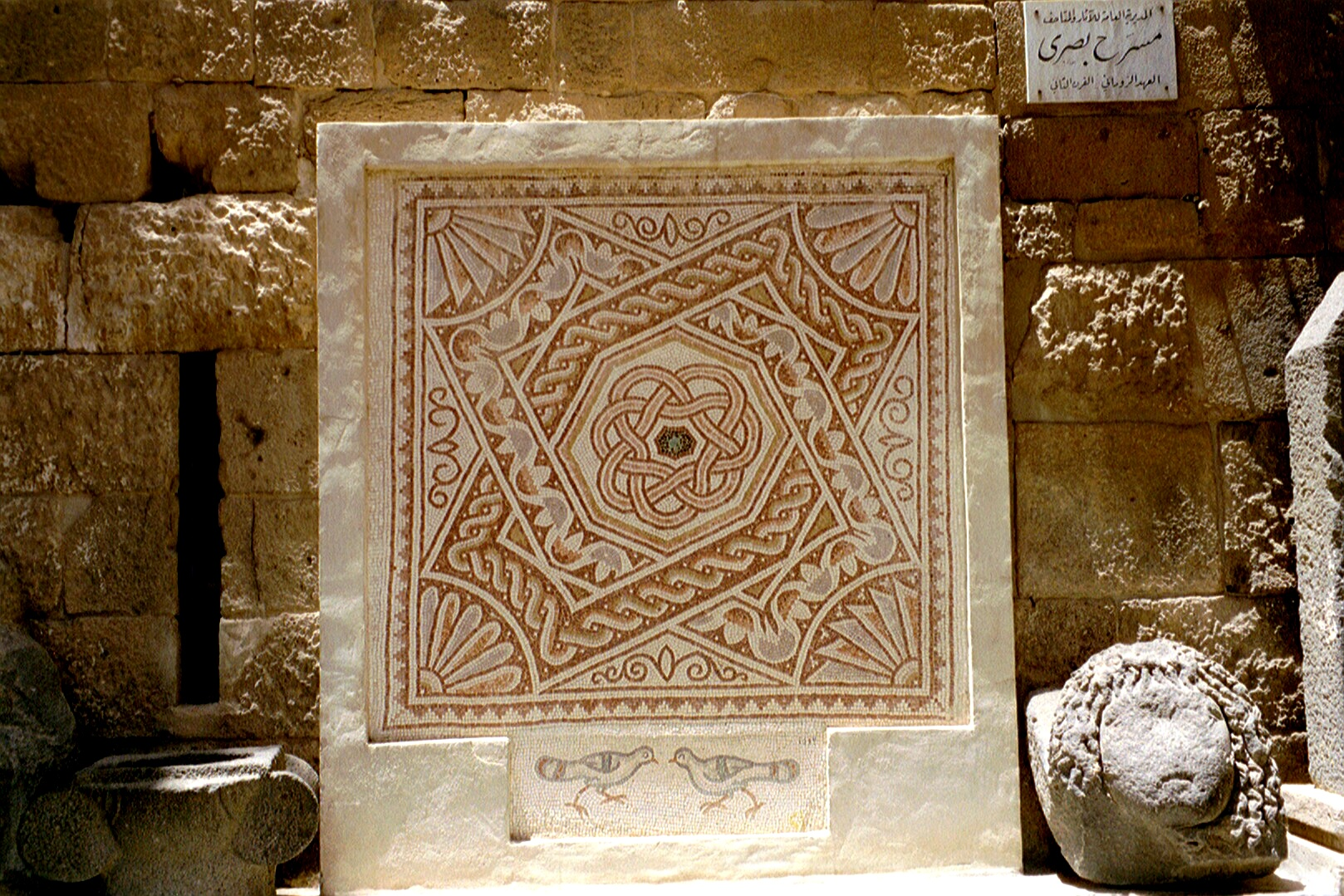
Зразок давньоримської декоративної мозаїки
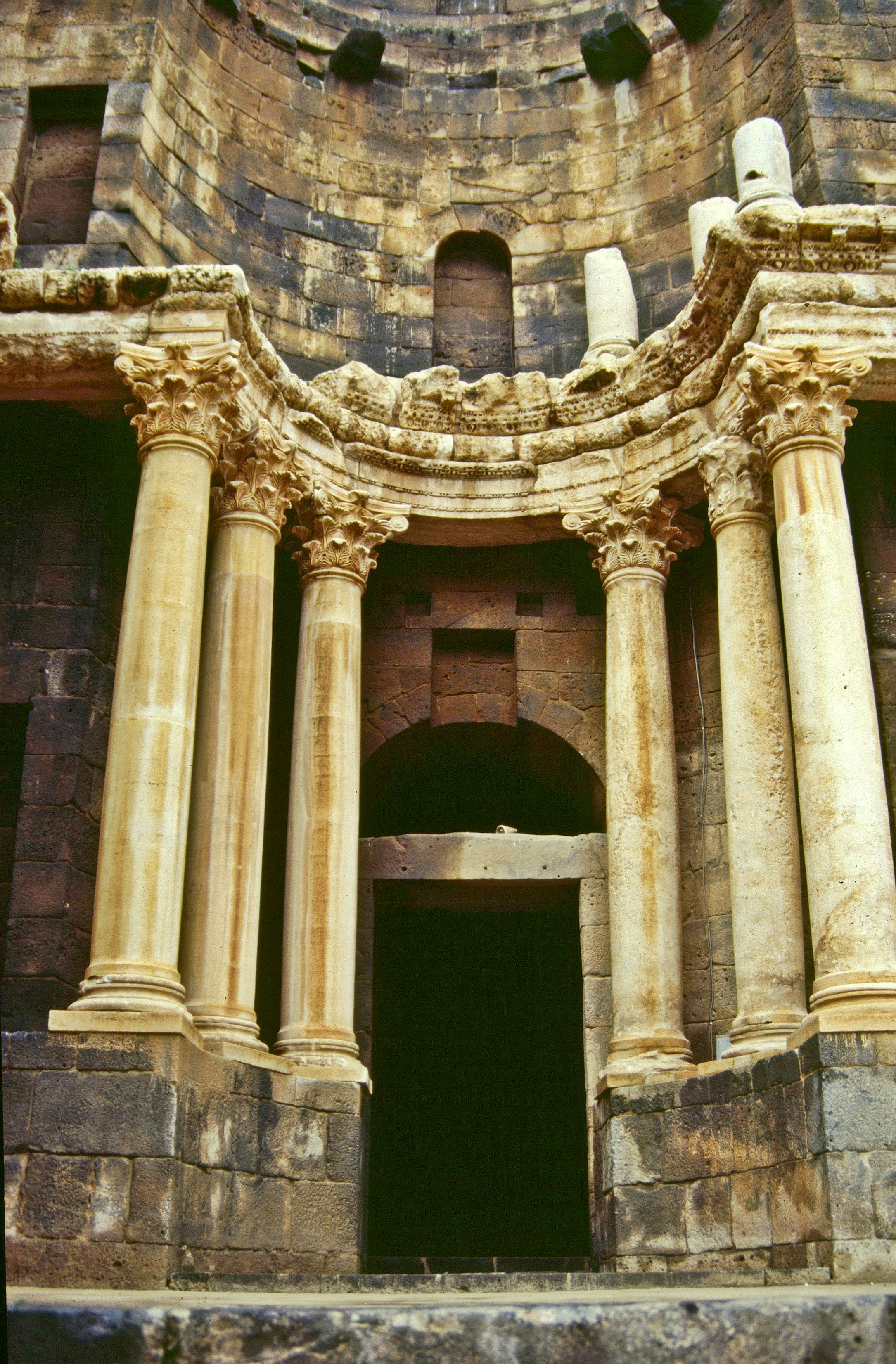
Постійна архітектурна декорація сцени, дверний отвір на сцену
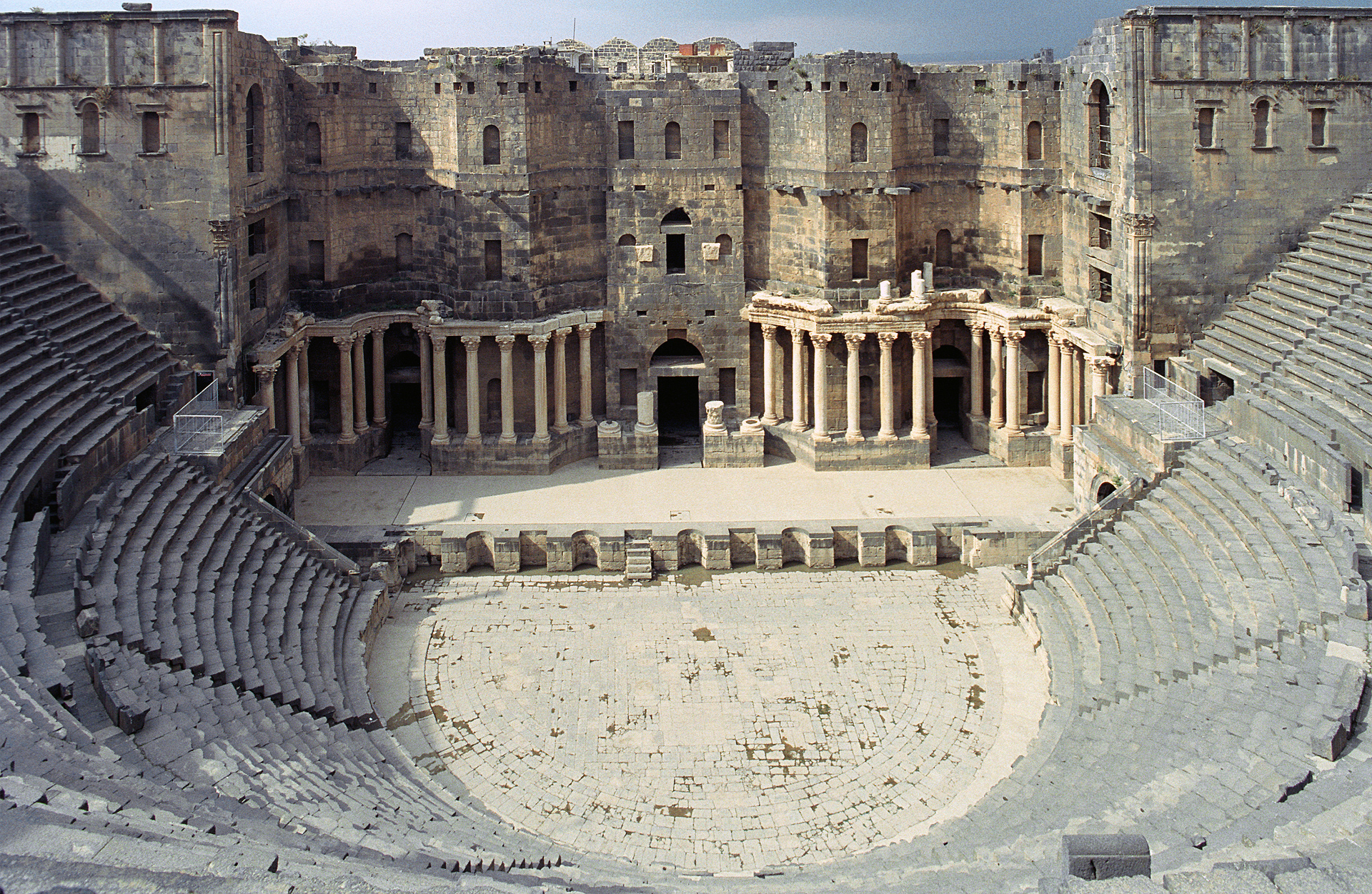
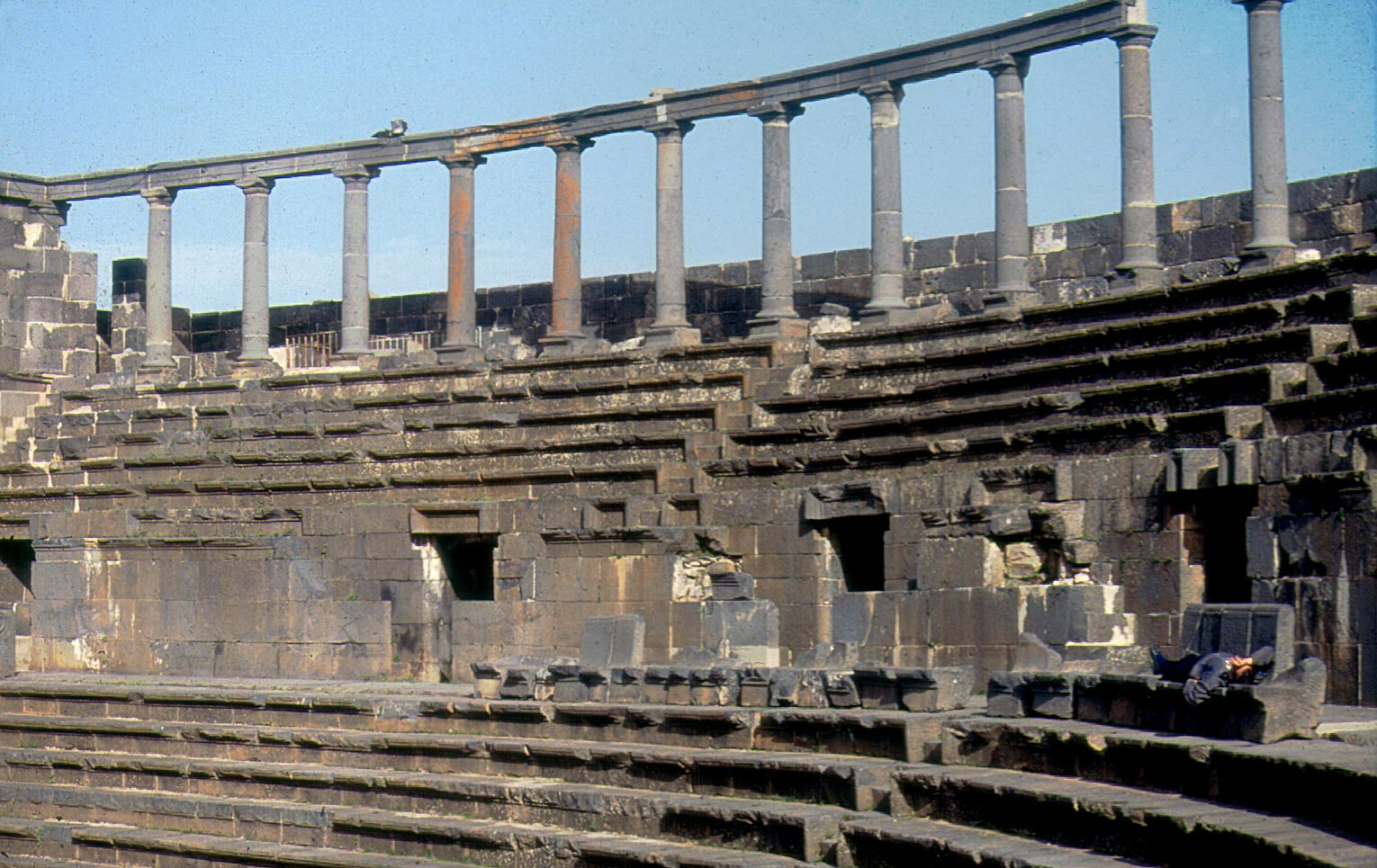
Залишки колишньої зовнішньої колонади глядацької зали, театр у Босрі, Сирія
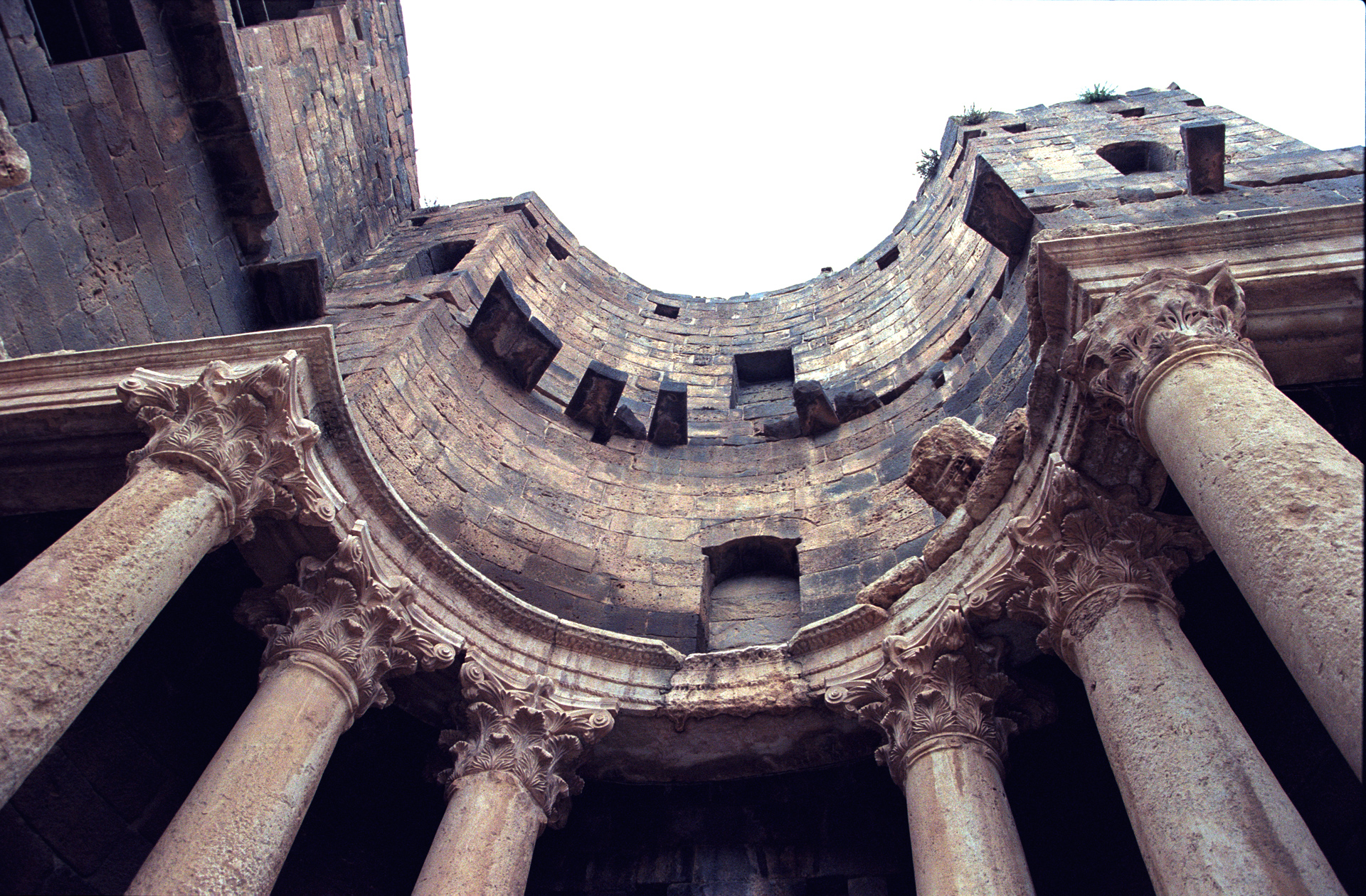
Постійна архітектурна декорація сцени, деталь
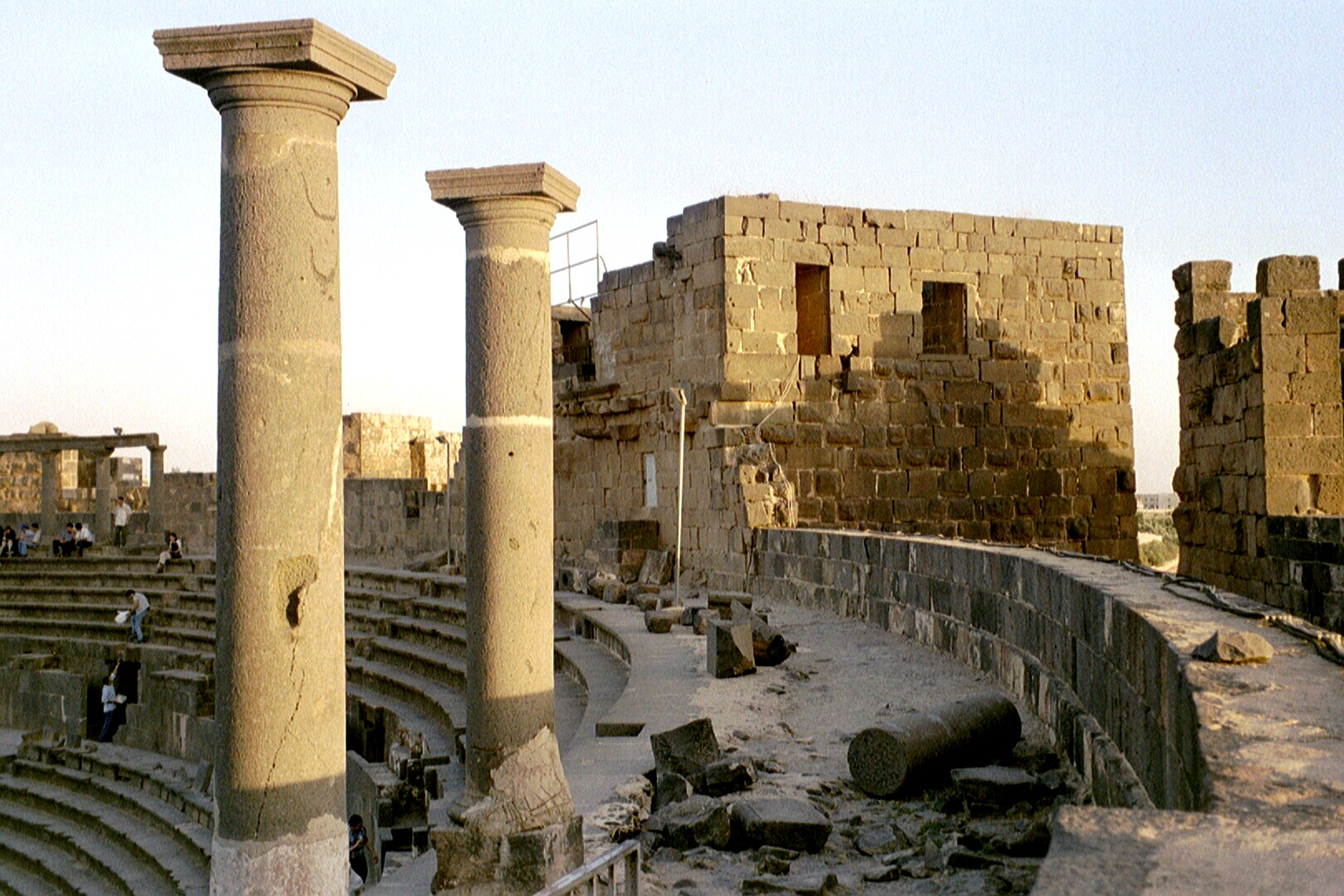
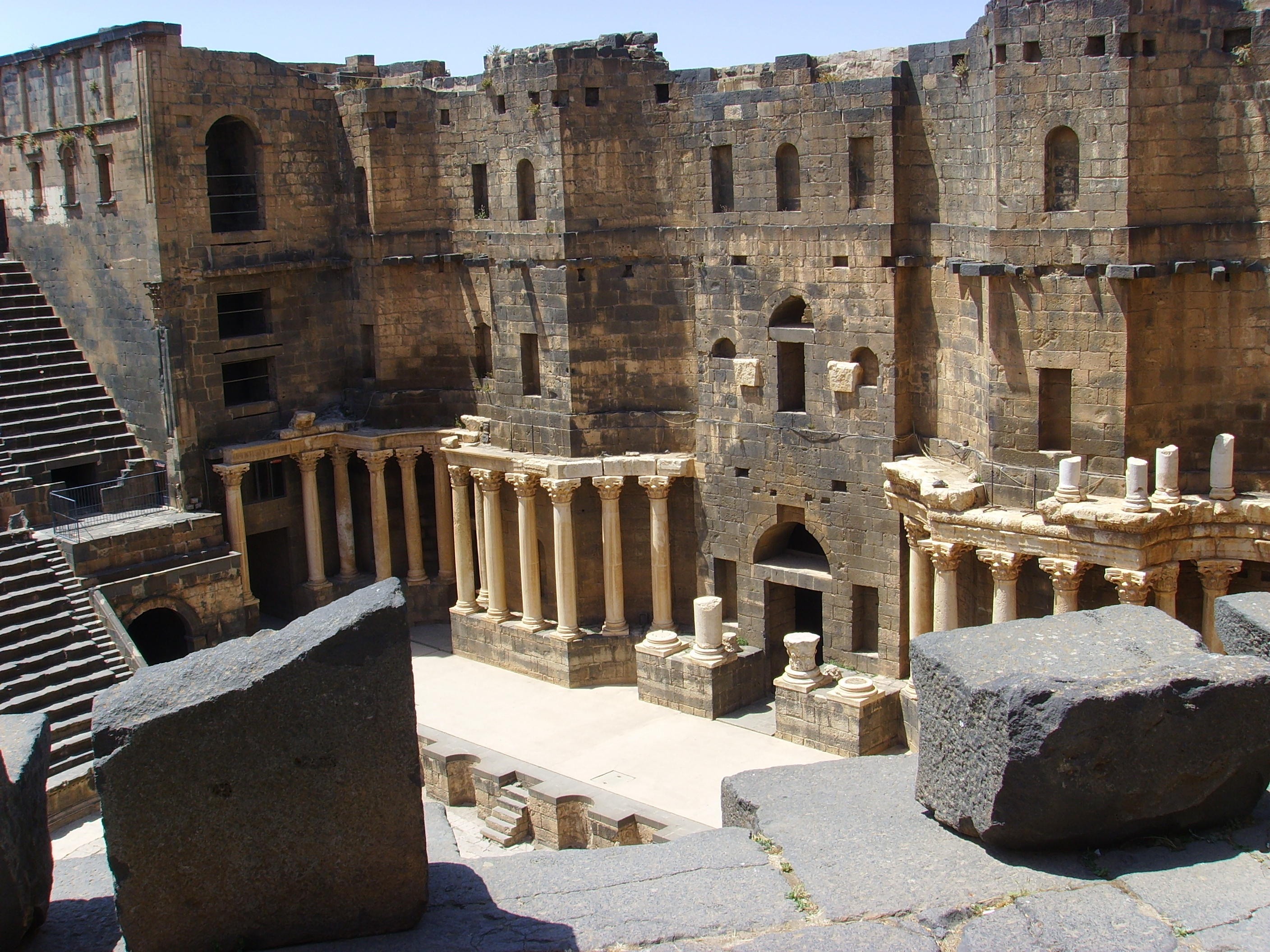
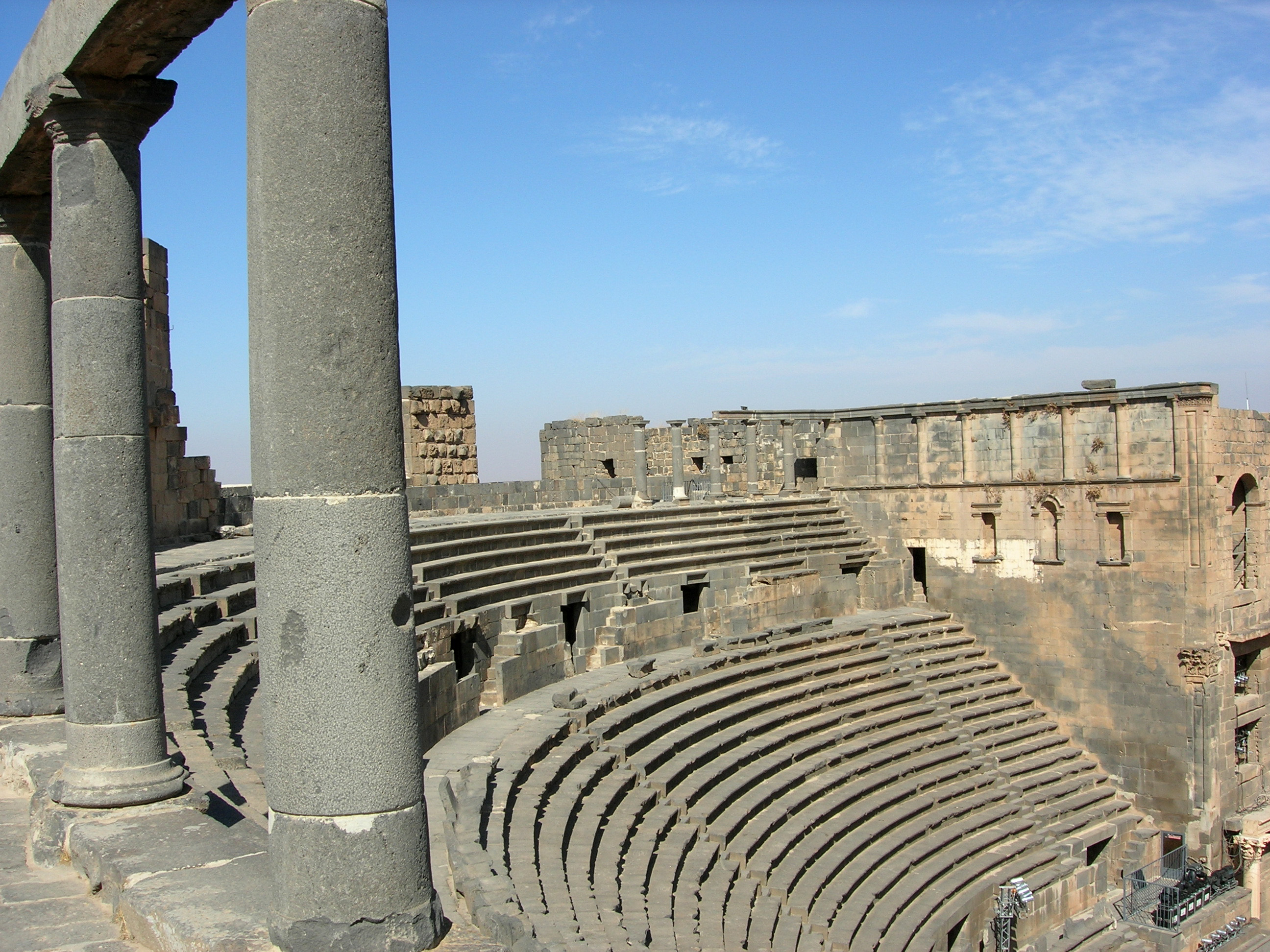
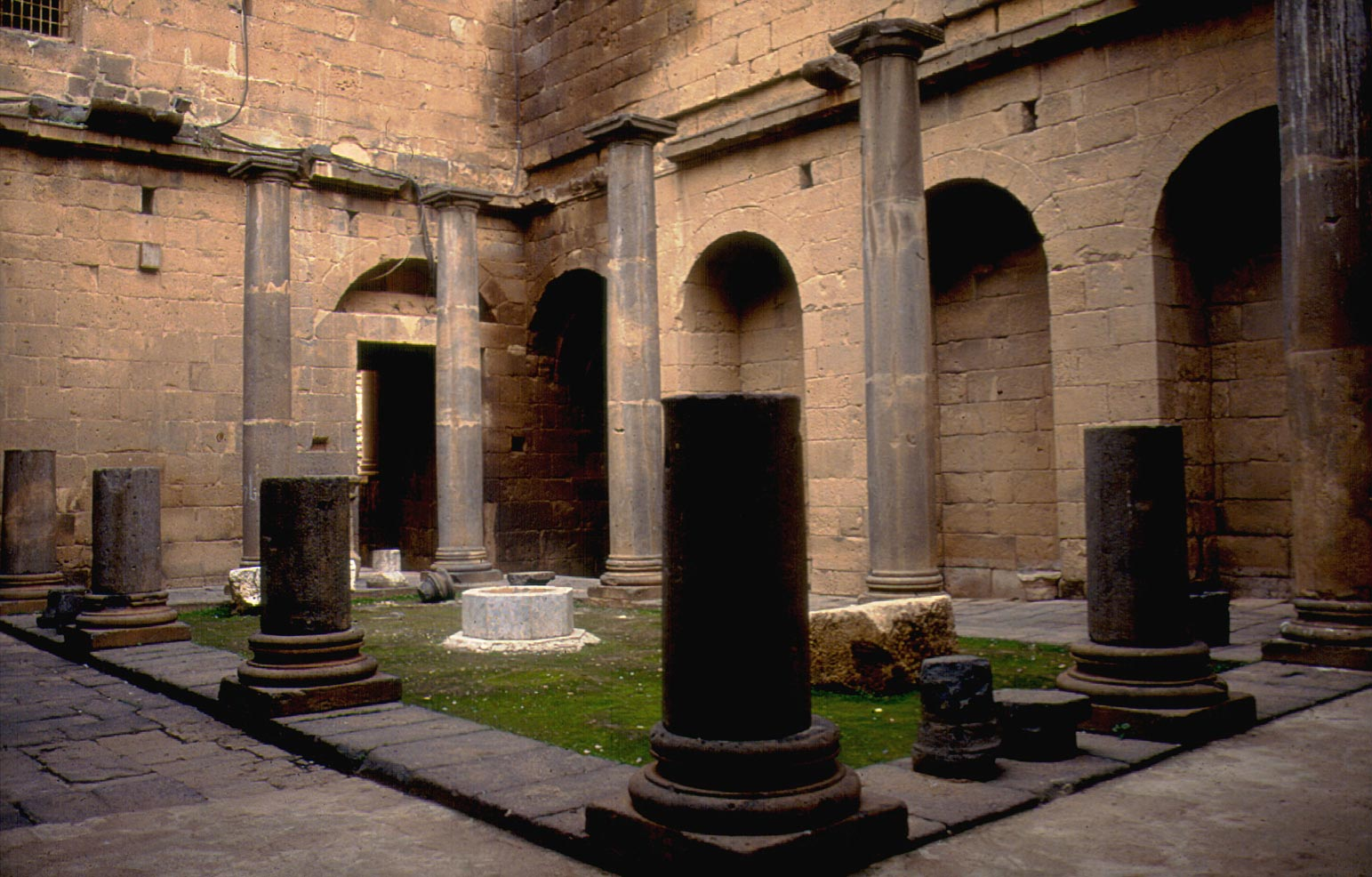
Давньоримський дворик за сценічною декорацією
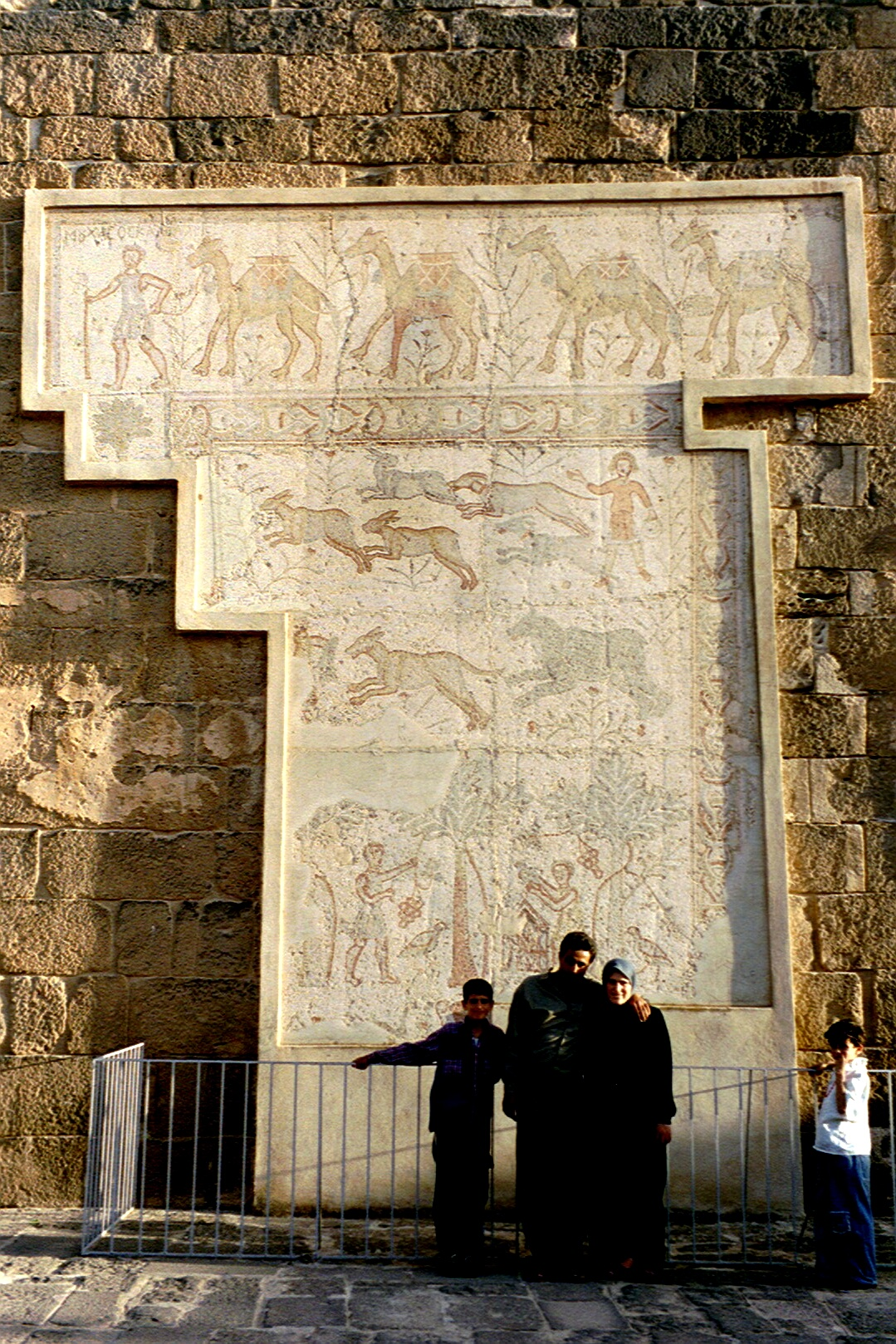
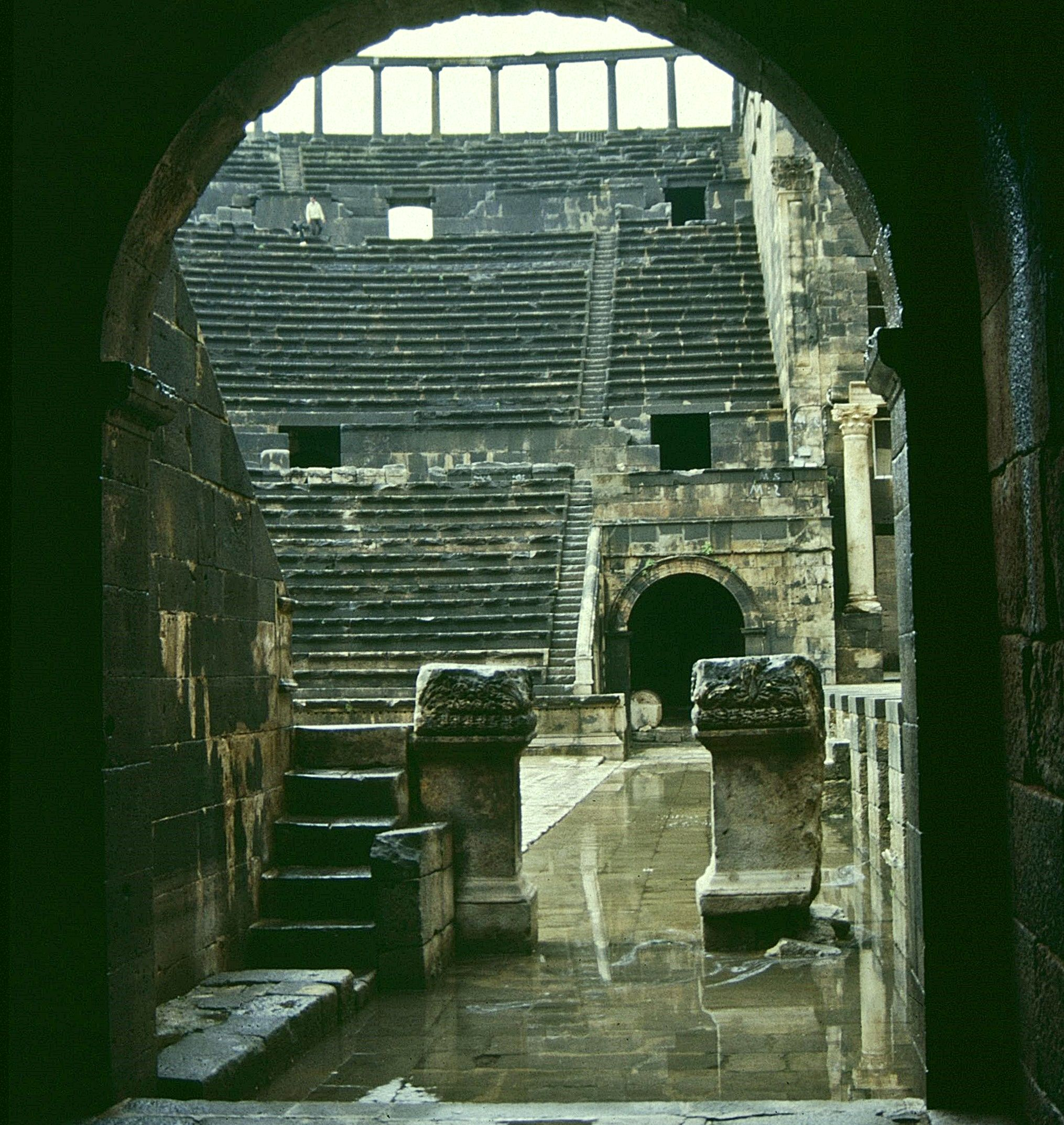